# Quint Hortensi (dictador)
Quint Hortensi (en llatí Quintus Hortensius) va ser un magistrat romà. Va exercir diverses magistratures en la carrera del cursus honorum i fou nomenat dictador el 287 aC quan les classes baixes, angoixades pels deutes, es van revoltar i es van fer forts al turó Janícul.
Hortensi va proposar reformar la Lex Horatia-Valeria (del 446 aC), i la Lex Publilia de censoribus (336 aC), "ut quod plebs jussisset omnes Quirites teneret". i va establir una nova llei establint els nundinae com a dies fasti, i introduint el trinundinum com el termini necessari per proposar i promulgar una lex centuriata.